# Teslin Airport
Teslin Airport är en flygplats i Kanada. Den ligger i den västra delen av landet, 4 000 km väster om huvudstaden Ottawa. Teslin Airport ligger 705 meter över havet.
Terrängen runt Teslin Airport är huvudsakligen kuperad, men den allra närmaste omgivningen är platt. Trakten runt Teslin Airport är nära nog obefolkad, med mindre än två invånare per kvadratkilometer..
I omgivningarna runt Teslin Airport växer i huvudsak barrskog.